# Pristavec
Pristavec je priimek več znanih Slovencev:
- Anton Zvonko Pristavec, strojnik
- Boštjan Pristavec (*1963), jadralni pilot/letalec
- Evelin Pristavec Tratar, pravosodna državna uradnica
- Janez Pristavec (1947—2008), slikar, risar
- Jernej Pristavec, strojnik - letalec
- Jože Pristavec, krajinski fotograf
- Matjaž Pristavec (*1970), športni padalec
- Tadej Pristavec (*1974), športni padalec
- Tanja Pristavec (*1968), jadralna letalka
- Teja Pristavec, znanstvenica (ZDA)?